# À l'aventure
À l'aventure (em Portugal, À Aventura) é um filme francês de drama erótico escrito e dirigido por Jean-Claude Brisseau em 2008 e lançado a 1 de abril de 2009. O filme foi protagonizado por Carole Brana, Arnaud Binard e Nadia Chibani.

## Enredo
Sandrine (Carole Brana), uma jovem com sucesso a nível profissional, sente-se, contudo, presa às convenções do quotidiano. Particularmente insatisfeita sexualmente com o seu namorado e após uma série de conversas filosóficas com um taxista, resolve mudar radicalmente a sua vida. Abstém-se do emprego e separa-se do namorado. Ao conhecer o jovem psicanalista Gregory, ou Greg, (Arnaud Binard), começa a interessar-se pelas suas pesquisas sobre hipnose e decide embarcar com ele numa experiência à procura de várias experimentações sexuais. Assim, conhece a misteriosa Mina (Nadia Chibani), mulher por quem fica fascinada. Lançando mão de ferramentas como a regressão, os três mergulham numa intensa e perigosa jornada em busca do orgasmo definitivo através de encontros, prazeres e novas experiências, sejam físicas ou espirituais.